# Nicole Stott
Nicole Marie Passonno Stott (Albany, 19 november 1962) is een Amerikaans voormalig ruimtevaarder. Haar eerste ruimtevlucht was STS-128 met de spaceshuttle Discovery en vond plaats op 28 augustus 2009. Tijdens de missie werd de Multi-Purpose Logistics Module genaamd Leonardo naar het Internationaal ruimtestation ISS gebracht. 
Stott maakte deel uit van NASA Astronautengroep 18. Deze groep van 17 ruimtevaarders begon hun training in 2000 en had als bijnaam The Bugs. 
In totaal heeft Stott twee ruimtevluchten op haar naam staan. Tijdens haar missies maakte ze ook een ruimtewandeling. In 2015 verliet zij NASA en ging zij als astronaut met pensioen. 